# نيديرهاسلاتش
نيديرهاسلاتش (بالفرنسية: Niederhaslach)‏ هي بلدية تقع في إقليم الراين الأسفل من منطقة ألزاس في شمال شرق فرنسا. تبلغ مساحة هذه المدينة 6.6 (كم²)، وترتفع عن سطح البحر 255 م، يبلغ عدد سكانها 1435 نسمة حسب إحصاء المعهد الوطني للإحصاء والدراسات الاقتصادية سنة 2009 م. وترأس البلدية خلال فترة ().

## أعلام
- يوهان بيرشارد

## وصلات خارجية
- صفحة البلدية على موقع المعهد الوطني للإحصاء والدراسات الاقتصادية (بالفرنسية)